# Liste der Gouverneure von West Virginia

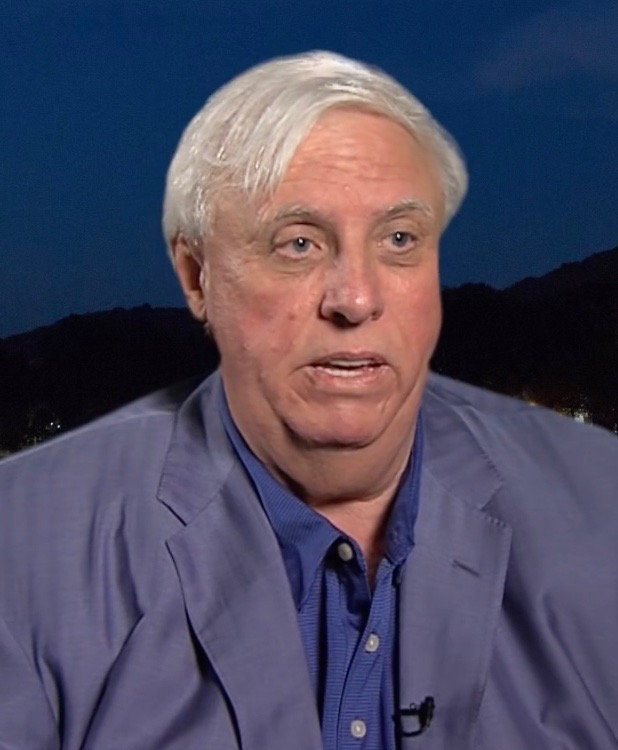
Jim Justice, derzeitiger Gouverneur von West Virginia

Diese Liste führt alle Gouverneure des US-Bundesstaates West Virginia seit der Staatsgründung 1863 auf.
| Name                             | Amtszeit  | Partei                 |
| -------------------------------- | --------- | ---------------------- |
| Arthur Ingraham Boreman          | 1863–1869 | Republikanische Partei |
| Daniel Duane Tompkins Farnsworth | 1869–1869 | Republikanische Partei |
| William Erskine Stevenson        | 1869–1871 | Republikanische Partei |
| John Jeremiah Jacob              | 1871–1877 | Demokratische Partei   |
| Henry Mason Mathews              | 1877–1881 | Demokratische Partei   |
| Jacob Beeson Jackson             | 1881–1885 | Demokratische Partei   |
| Emanuel Willis Wilson            | 1885–1890 | Demokratische Partei   |
| Aretas Brooks Fleming            | 1890–1893 | Demokratische Partei   |
| William Alexander MacCorkle      | 1893–1897 | Demokratische Partei   |
| George Wesley Atkinson           | 1897–1901 | Republikanische Partei |
| Albert Blakeslee White           | 1901–1905 | Republikanische Partei |
| William Mercer Owens Dawson      | 1905–1909 | Republikanische Partei |
| William Ellsworth Glasscock      | 1909–1913 | Republikanische Partei |
| Henry Drury Hatfield             | 1913–1917 | Republikanische Partei |
| John Jacob Cornwell              | 1917–1921 | Demokratische Partei   |
| Ephraim Franklin Morgan          | 1921–1925 | Republikanische Partei |
| Howard Mason Gore                | 1925–1929 | Republikanische Partei |
| William Gustavus Conley          | 1929–1933 | Republikanische Partei |
| Herman Guy Kump                  | 1933–1937 | Demokratische Partei   |
| Homer Adams Holt                 | 1937–1941 | Demokratische Partei   |
| Matthew Mansfield Neely          | 1941–1945 | Demokratische Partei   |
| Clarence W. Meadows              | 1945–1949 | Demokratische Partei   |
| Okey Leonidas Patteson           | 1949–1953 | Demokratische Partei   |
| William Casey Marland            | 1953–1957 | Demokratische Partei   |
| Cecil Harland Underwood          | 1957–1961 | Republikanische Partei |
| William Wallace Barron           | 1961–1965 | Demokratische Partei   |
| Hulett Carlson Smith             | 1965–1969 | Demokratische Partei   |
| Arch Alfred Moore                | 1969–1977 | Republikanische Partei |
| John Davison Rockefeller         | 1977–1985 | Demokratische Partei   |
| Arch Alfred Moore                | 1985–1989 | Republikanische Partei |
| William Gaston Caperton          | 1989–1997 | Demokratische Partei   |
| Cecil Harland Underwood          | 1997–2001 | Republikanische Partei |
| Robert Ellsworth Wise            | 2001–2005 | Demokratische Partei   |
| Joseph Anthony Manchin           | 2005–2010 | Demokratische Partei   |
| Earl Ray Tomblin                 | 2010–2017 | Demokratische Partei   |
| Jim Justice                      | 2017–     | Republikanische Partei |

1. ↑  Jim Justice wurde als Mitglied der Demokratischen Partei gewählt, ist jedoch am 3. August 2017 der Republikanischen Partei beigetreten.